# Chaunac
Chaunac là một xã trong tỉnh Charente-Maritime tổng Jonzac of the Charente-Maritime trong vùng Nouvelle-Aquitaine, tây nam nước Pháp. Xã Chaunac nằm ở khu vực có độ cao từ 42-56 mét trên mực nước biển. Sông Seugne tạo thành toàn bộ ranh giới phía đông của xã.

## Lịch sử biến động dân số
| Năm  | Dân số |
| ---- | ------ |
| 1962 | 87     |
| 1968 | 103    |
| 1975 | 78     |
| 1982 | 82     |
| 1990 | 81     |
| 1999 | 56     |